# Incamyia cuzcensis
Incamyia cuzcensis är en tvåvingeart som beskrevs av Townsend 1912. Incamyia cuzcensis ingår i släktet Incamyia och familjen parasitflugor.
Artens utbredningsområde är Peru. Inga underarter finns listade i Catalogue of Life.